# Франкфуртское национальное собрание
Франкфуртское национальное собрание (нем. Frankfurter Nationalversammlung) — первый общегерманский парламент, заседал во франкфуртской церкви Святого Павла с 18 мая 1848 по 31 мая 1849 года. Его созыв стал одним из результатов Мартовской революции в странах Германского союза.
Ему предшествовал франкфуртский предварительный парламент (Форпарламент — нем. Vorparlament), состоявший из 511 членов, приглашенных исполнительным комитетом (нем. Siebenerausschuss) гейдельбергского съезда (нем. Heidelberger Versammlung). Выбраны были лица, «отличённые народным доверием», преимущественно учёные и литераторы, вообще люди, никакой законной властью не облеченные и никем не уполномоченные; однако, предварительный парламент, действуя согласно с настроением народа, получил значительный нравственный авторитет. Председателем его был избран профессор Миттермайер.
Форпарламент собрался 31 марта 1848 года, заседал в церкви Святого Павла и постановил созвать во Франкфурте единое для всей Германии национальное собрание, избранное всеобщей подачей голосов, по 1 депутату на каждые 50 000 человек населения, с целью выработать конституцию для Германии. Для приведения в исполнение постановлений предварительного парламента избран был комитет 50-ти (нем. Fünfzigerausschuss), к которому фактически перешла власть бездействовавшего союзного сейма.
С 18 мая 1848 по 30 мая 1849 года заседал, в той же церкви Святого Павла, парламент из 568 избранных всенародным голосованием членов, под председательством сперва Генриха фон Гагерна, потом (с декабря 1848 года) Эдуарда фон Симсона.
Партии Франкфуртского парламента:
- правая, аристократическо-абсолютистская (Радовиц);
- правый центр (Миттермайер, Симсон, Моль, Дальман, Гагерн), отстаивавшая монархию и исключение Австрии из Германии («малогерманская партия»);
- левый центр (Уланд, Венедей, Фальмерайер);
- левая (Роберт Блюм, Карл Фохт, Брентано[нем.], Вильгельм Циммерман, Мориц Гартман), республиканская и великогерманская.

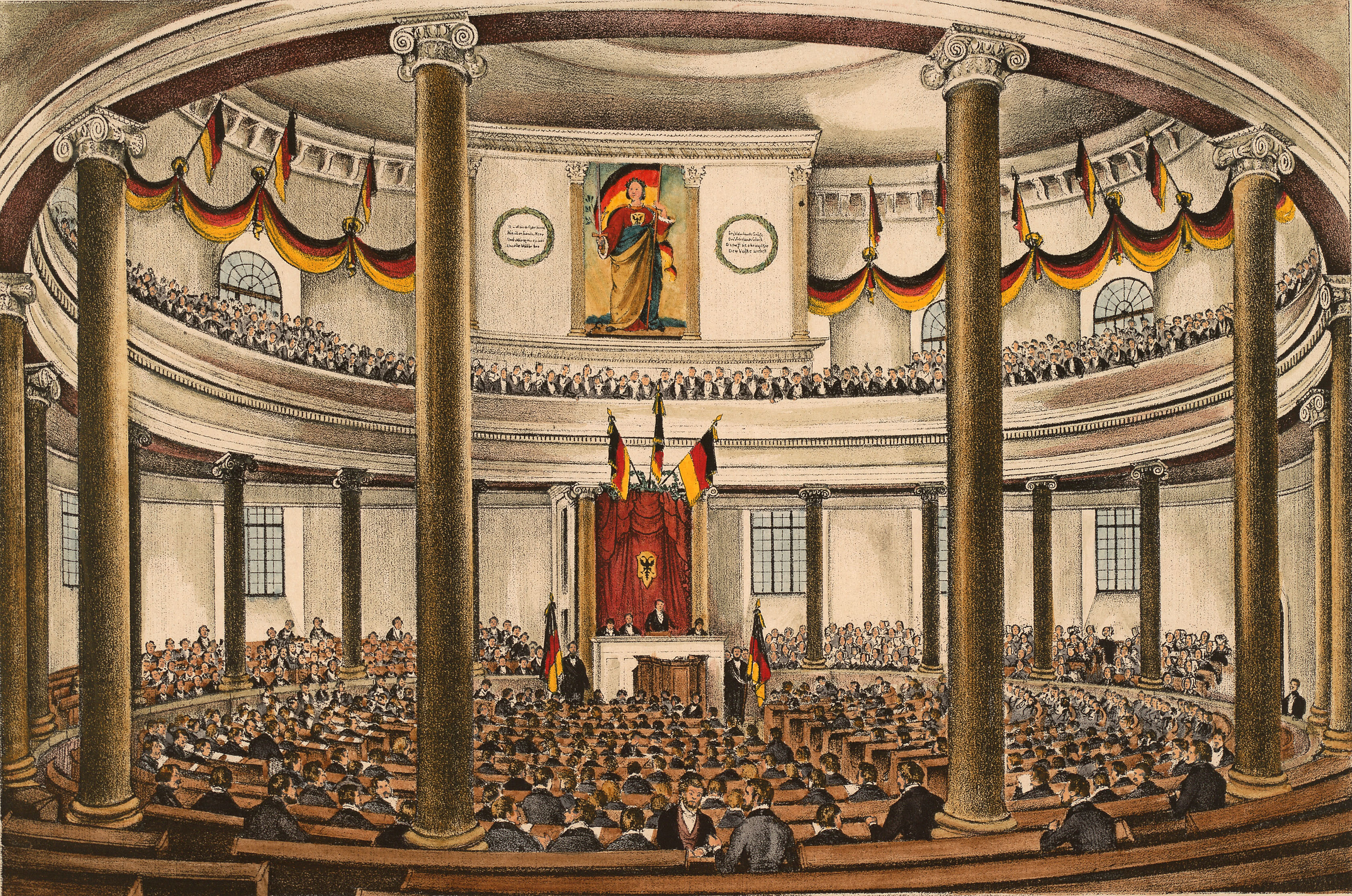
Франкфуртское национальное собрание. Над столом председателя возвышается знаменитая аллегорическая картина «Германия» Филиппа Фейта

В ходе длительных дебатов Собрание разработало проект так называемой Конституции Паульскирхе, построенной на принципах парламентской демократии, и приняло его 28 марта 1849 года. Конституция отвечала основным требованиям, выдвигавшимся либеральными и националистическими общественными силами в домартовский период, которые с 1815 года находились в оппозиции к системе реставрации, отстаиваемой Меттернихом. В частности она предусматривала целый перечень основных конституционных прав и свобод, а также учреждение конституционной монархии во главе с наследным кайзером.
Национальное собрание во Франкфурте и разработанная им конституция потерпели провал, столкнувшись с отказом короля Пруссии Фридриха Вильгельма IV от предложенного ему титула кайзера. Неуспех революции уничтожил всякое практическое значение Франкфуртского парламента и его дела, но он остался на многие годы в народной памяти, как наиболее яркое выражение духа революции и желаний народа, поддерживавшее веру в возможность демократического объединения Германии.
Наиболее важные положения проекта Конституции Паульскирхе были взяты за образец при создании конституции Веймарской республики 1919 года и Основного закона ФРГ 1949 года.